# Epipactis nordeniorum
Epipactis nordeniorum — вид травянистых растений семейства Орхидные (Orchidaceae). Под данным таксономическим названием был описан в 1991 году австрийским ботаником Карлом Робачом.

## Описание
Многолетнее травянистое растение высотой 15—50 см. Стебель всегда одиночный, иногда с красноватым основанием. Листья широкоэллиптические или широкояйцевидные, количеством 2—3.
Цветоносы выходят из корневища. Соцветие — рыхлая односторонняя кисть, покрытая волосками, с 5—22 цветками. Прицветники ланцетные. Чашелистики зелёные, снаружи слегка буроватые, длиной 6—8 мм. Цветёт с июля по октябрь.

## Ареал
Встречается в Австрии, Венгрии, Чехии, Румынии.

## Охранный статус
Занесён в Международную Красную книгу со статусом Vulnerable species «Уязвимый вид». Включён во II приложение CITES. Охраняется на национальном уровне в Чехии и Венгрии. Лимитирующими факторами являются вырубка лесов, строительство дорог, туризм и выпас скота в местах произрастания вида.

## Синонимика
Согласно The Plant List (2013), в синонимику вида входят следующие названия:
- Epipactis albensis subsp. mecsekensis (A.Molnár & Robatsch) Kreutz
- Epipactis albensis subsp. moravica (Batoulek) Kreutz
- Epipactis mecsekensis A.Molnár & Robatsch
- Epipactis moravica Batoulek
- Epipactis nordeniorum subsp. mecsekensis (A.Molnár & Robatsch) Kreutz
- Epipactis nordeniorum subsp. moravica (Batoulek) Kreutz
- Epipactis persica subsp. moravica (Batoulek) H.Baumann & R.Lorenz